# Malý Zvolen
Malý Zvolen (1372 m n. m.) je hora ve Velké Fatře na Slovensku. Nachází se v severní rozsoše Zvolenu (1403 m) mezi samotným Zvolenem a Končitou (1248 m). Západní svahy hory spadají do doliny Veľký Hričkov, východním směrem vybíhá krátká rozsocha klesající přes bezejmenný vrchol 1027 m do Korytnické doliny. Odlesněný vrchol hory je dobrým rozhledovým bodem.

## Přístup
- po žluté  značce z vrcholu Zvolen
- po žluté  značce z Nižné Revúce